# S. N. Goenka
S. N. Goenka (Mandalaj, 1924. január 30. – Mumbai, 2013. szeptember 29.) indiai tanító, író.

## Élete
Indiából áttelepült tehetős kereskedő családba született 1924-ben a mianmarbeli Mandalayben, az akkori Burma fővárosában. A családi indíttatást követve ő maga is kereskedelemmel kezdett foglalkozni. Már nagyon fiatalon rendkívül sikeres üzletemberként a burmai indiai közösség kiemelkedő alakja, különböző szervezetek vezető tisztségviselője, számos cég tulajdonosa és legfőbb irányítója lett. Gondtalan életét csupán gyötrő migrénes fejfájásai nehezítették meg, amit először a legjobb helybeli orvosok próbáltak gyógyítani. Ezután már csak a gyógyulást keresve utazott el hosszabb időre azokba az országokba (Japán, Svájc, USA), ahol üzleti érdekeltségei voltak, de a számára könnyen elérhető  ottani kiváló orvosok fáradozásai sem jártak eredménnyel. Lehetőségként egyedül a fájdalom csökkentése maradt. Az erre szolgáló szerekből (pl. morfium) egyre többre volt szüksége és a tőlük való függőség kialakulásának a veszélye komoly kockázatként merült fel. Ekkor már Rangunban élt ahol egy barátja, abbeli meggyőződésétől vezérelve, hogy Goenka panaszai pszichoszomatikus eredetűek a városban működő International Meditation Centerben tartott Vipassana meditációs tanfolyamra hívta fel a figyelmét.
Attól való félelmében, hogy buddhista hitre akarják áttéríteni a hithű hindu családból származó Goenka kezdetben vonakodott elmenni a tanfolyamra. A meditációs központ alapítója és karizmatikus tanítója Sayagyi U Ba Khin biztosította, hogy szó sincs áttérítésről. Viszont nem tetszett neki, hogy a fiatalember a fejfájásától szeretne megszabadulni. "Leértékeli ezt a technikát, ha csupán fizikai betegség gyógyítására akarja használni. Jöjjön, hogy megszabadítsa tudatát a feszültségektől és a szenvedéstől, a fizikai haszon automatikusan jön." – mondta neki.
Végül 1955-ben Goenka elvégezte az első 10 napos tanfolyamot, ami a releváció erejével hatott rá.  Saját vallásából tudta, hogy kerülni kell a szenvedés okozóját a sóvárgást és az elutasítást. Az ehhez szükséges eszközt azonban csak itt, a Vipassana meditációban találta meg. Ezt követően Sayagyi U Ba Khin kitüntetett tanítványává vált, akinek a megbízásából, a tanulóévek után 1969 -tól kezdődően tanította is a Vipassanát.
Az első tanfolyamra családi és ismerősi körben, most már Indiában került sor. Jóllehet indiai ismerőseinek száma viszonylag alacsony volt a tanfolyam(ok) híre hamar elterjedt és az irántuk mutatkozó igény folyamatosan nőtt. Az első tanfolyamokat ashramokban, kolostorokban, templomokban tartották, majd 1976-ban Igatpuriban megnyitották az első indiai meditációs központot. 
Pontosan 10 évvel az Indiába érkezését követően Goenkaji két kurzust tartott Franciaországban, egyet Kanadában és kettőt az USA-ban. 1981-től kezdődően segédtanítókat kezdett kiképezni, akik az ő képviseletében vezetik azokat a tanfolyamokat, amelyeken a tanítás alapjául a vele készített, meditációra vonatkozó instrukciók és elméleti előadások hanganyagai szolgálnak. A segédtanítók mellett 1994-től kezdődően a legtapasztaltabb segédtanítókból tanítók lettek.
Ez a program lehetővé tette számára, hogy több időt fordítson nyilvános beszédekre és előadásokra pl. olyan helyeken, mint a davosi Világgazdasági Fórum https://www.youtube.com/watch?v=EFxrHNkzirs és az ENSZ Világbéke Kongresszusa https://www.youtube.com/watch?v=P97criit1qI.
A Ghandi tanítvány és harcostárs Vinoba Bhave Vipassana hatásosságára vonatkozó kétkedését kihívásnak vette. A megfelelő kezdeti lépések megtétele után ma már világszerte számtalan börtönben tartanak Vipassana kurzusokat, méghozzá nagy sikerrel, amiről fesztiváldíjas dokumentum filmek számolnak be. Hasonlóképpen számos országban tartanak 1-3 napos Anapana tanfolyamokat gyerekeknek és tinédzsereknek.
S. N. Goenka nevéhez fűződik a Mumbaiban épült  a Burma iránt érzett hála és tiszteletet kifejező Global Pagoda valamint a Vipassana Research Institute létrehozása, amelyben komoly kutatási munkák folynak.
Tevékenységét számos díjjal és kitüntetéssel honorálták. Élete utolsó éveiben meggyengült egészségi állapota ellenére, tolószékhez kötve fáradhatatlanul dolgozott. Életének 90. évében, 2013 szeptemberében halt meg Mumbaiban.

## Magyarul megjelent művei
- William Hart: Az élet művészete. Vipasszaná meditáció S. N. Goenka tanítása alapján; ford. Szegedi András, Gánti Bence, Ujlaki Ildikó; Ursus Libris, Budapest, 2002
- William Hart: Az élet művészete. Vipasszaná meditáció S. N. Goenka tanítása alapján; ford. Szegedi András, Gánti Bence, Ujlaki Ildikó; átdolg. kiad.; Ursus Libris, Budapest, 2022